# Avenida de los Poblados
La Avenida de los Poblados es una calle de la ciudad de Madrid, que conecta el Paseo de Extremadura con la Avenida de Andalucía. En su recorrido atraviesa los distritos de Latina, Carabanchel y Usera.

## Descripción e historia

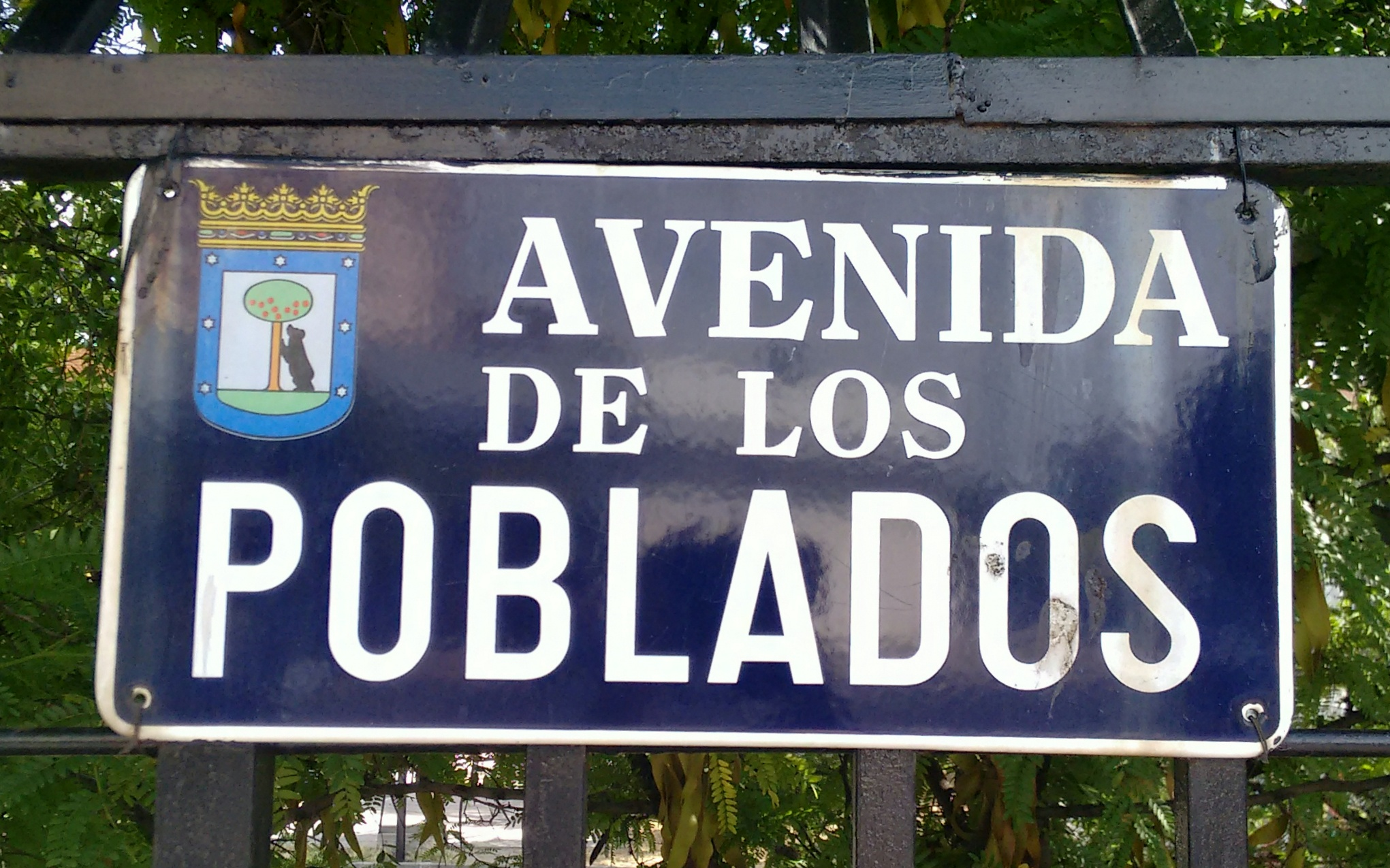
Placa de la calle

La vía discurre con sentido este-oeste, atravesando los distritos de Latina, Carabanchel y Usera, uniendo la carretera de Extremadura (A-5), la carretera de Toledo (A-42) y la carretera de Andalucía (A-4). Recorre los barrios de Aluche y Campamento (en Latina); Abrantes, Buenavista, Puerta Bonita, Vista Alegre (en Carabanchel); Zofío, Pradolongo, Orcasur y Orcasitas (en Usera).
La idea de una «Avenida de los Poblados» fue concebida como una suerte de anillo de circunvalación para unir entre sí los diferentes poblados de absorción creados alrededor de Madrid desde 1954. A pesar de tener la mayor parte de su trayecto con dos carriles y con aceras, el extenso conjunto formado por la avenida —una importante vía arterial— y su continuación al norte de la carretera de Extremadura, la carretera de Meaques (M-502), solo contaba en la década de 1990 con un carril y un entorno sin urbanizar en un tramo de 800 próximo a la carretera de Extremadura. La avenida llega a contar con tres carriles por sentido.